# Promotora d'Exportacions Catalanes
Promotora d'Exportacions Catalanes (PRODECA) és una empresa pública adscrita al Departament d'Agricultura, Ramaderia, Pesca, Alimentació i Medi Natural de la Generalitat de Catalunya, sotmesa al dret privat i a la legislació vigent relativa al sector públic.
Fou creada per resolució del Consell Executiu de 21 d'octubre de 1986, i té com a objectius la promoció de l'exportació del sector agroalimentari de Catalunya. En virtut de l'acord del Consell d'Administració de 29 de maig de 2012, el seu president és Josep M. Pelegrí i Aixut (Lleida, 1965), i el seu conseller delegat Jordi Bort i Ferrando (Tortosa, 1974), nomenat per acord del Consell d'Administració de 17 d'abril de 2012.
S'estructura en sis àrees de treball:
- Àrea d'Anàlisi, Prospectiva de Mercats i Assessorament
- Àrea Comercial i Nous Projectes
- Àrea d'Execució de Projectes
- Àrea de Comunicació, Imatge Corporativa i Difusió
- Àrea Econòmica i Recursos Humans
- Àrea d'Administració

coordinades per dues subdireccions, que actualment ocupen Rosalba Arrufat (Castellserà, 1970) i Susanna Barquín (Fraga, 1966).